# Бельское (Красноярский край)
Бельское — село в Пировском районе Красноярского края в составе Троицкого сельсовета.

## География
Находится в примерно в 21 километре по прямой на северо-запад от районного центра села Пировское.

## Климат
Климат в районе резко континентальный. Самый теплый месяц — июль, со средней температурой +17,8 °С, с абсолютным максимумом +34,6 °С. Самый холодный месяц — январь: средняя температура составляет −20,1 °С, абсолютный минимум −52,5 °С.

## История
В 1866 году в Бельском скончался высланный русский революционер М. В. Буташевич-Петрашевский.
В 1926 году учтено 997 жителей. В советское время работал колхоз «Рассвет».

## Население
Постоянное население составляло 187 человека в 2002 году (80 % русские), 128 в 2010.